# ニュー・ライダース・オブ・ザ・パープル・セイジ
ニュー・ライダーズ・オブ・ザ・パープル・セイジ （New Riders of the Purple Sage）は、アメリカのカントリー・ロックバンド。1969年にサンフランシスコのサイケデリック・ロック・シーンから登場し、オリジナル・ラインナップにはグレイトフル・デッドのメンバーも含まれていた。バンドはニュー・ライダーズまたはNRPSと呼ばれることもある。

## 歴史

### 1960年代
ニュー・ライダースのルーツは、カリフォルニア州メンローパークにあるスタンフォード大学のペリー・レーン集合住宅を中心とした1960年代初頭のペニンシュラ・フォーク／ビートニク・シーンに遡ることができる。そこでは、後にグレイトフル・デッドのギタリストとなるジェリー・ガルシアが、志を同じくするギタリスト、デイヴィッド・ネルソンとしばしばギグを行なっていた。若き日のジョン・ドーソン（「マーマデューク」としても知られる）も、夏休みに親戚を訪ねた際に、ガルシアやネルソン、そして彼らの仲間たちとコンサートを開いた。ベーカーズフィールド・スタイルのカントリー・ミュージックに熱中していたドーソンは、年上の友人たちにマール・ハガードやバック・オーエンズの作品を紹介し、ニューヨークのミルブルックにあったティモシー・リアリーの「内的自由のための国際連盟」（ドーソンはミルブルック・スクールに寄宿していた）と、ケン・ケーシーが育てたメンローパークのボヘミアン同好会をつなぐ重要な役割を果たした。
アメリカのフォーク・ミュージック、ロックンロール、ブルースに触発されたガルシアは、ブルース・シンガーのロン・"ピッグペン"・マッカーナンとグレイトフル・デッド（当初はウォーロックスとして知られていた）を結成し、ネルソンはその後まもなく、同じような傾向のニュー・デリー・リヴァー・バンド（最終的にはベーシストのデイヴ・トーバートも加わることになる）に加入した。彼らはグレイトフル・デッドのような経営手腕や文化的名声はなく、すぐにサンフランシスコのヘイト・アシュベリー地区に移転した前者のグループとは異なり、カリフォルニア州イーストパロアルトに留まることを選んだが、ニューデリー・リヴァー・バンドは1966年後半にはザ・バーンのハウス・バンドとみなされるようになっていた。(サンフランシスコ以外の地域では数少ないコンサート会場）をカリフォルニア州スコッツ・バレーにオープンした。このグループは、1968年初頭に解散するまで、サマー・オブ・ラヴを通じてサンタクララ郡とサンタクルーズ郡でカルト的な人気を博し続けた。
活動休止後、ネルソンはグレイトフル・デッドの『Aoxomoxoa』（1969年）のセッションに参加し、ビッグ・ブラザー・アンド・ザ・ホールディング・カンパニーのリハーサル・スペースの管理人を務めた。ギタリストのピーター・アルビンとドラマーのデヴィッド・ゲッツは、1968年12月にジャニス・ジョプリンとサム・アンドリューが元バンドから脱退した後、カントリー・ジョー＆ザ・フィッシュのヨーロッパ・ツアーに参加した。この時期、ネルソンとガルシアは、半島フォーク・シーンの残党によって結成されたトラディショナル・ブルーグラス・アンサンブル、ハイ・カントリーの初期メンバーとして断続的に活動していた。ネルソンは、1969年後半に再結成されたビッグ・ブラザーのラインナップでリード・ギタリストを務めることが決まっていたため、この過渡期に『Be a Brother』（1970年）のレコーディングに参加したのかもしれない。
1965年12月にオクシデンタル・カレッジを中退したドーソンは、その後数年間ロサンゼルスに留まり、「ミュージシャンや変人たちとつるんで」いたが、1969年初頭にはロスアルトスヒルズに戻り、Aoxomoxoaのセッションに参加し、フットヒルカレッジに短期間入学することができた。ピナクルズ国立公園でトーバートやマシュー・ケリーとメスカリン体験をした後、彼は定期的に曲を作り始めた。「Glendale Train」や「I Don't Know You」のような伝統的なカントリーのパスティーシュもあれば、「Last Lonely Eagle」、「Garden of Eden」、「Dirty Business」のような "サイケデリック・カントリー "フュージョンもある。マリファナ密輸を現代的な歌詞で歌ったトラディショナルなシャッフル、「Henry」もこの時期の作品である。
ボブ・ディラン、ザ・バンド、ザ・フライング・ブリトー・ブラザーズ、ポコ、ディラード＆クラーク・バンド、クラレンス・ホワイト時代のバーズを経てカントリー・ロックが台頭してきた1969年、ドーソンのビジョンは先見の明があった。この頃、ガルシアも同様にペダル・スティール・ギターに触発され、ドーソン、ガルシア、ペニンシュラ・フォークのベテラン、ピーター・グラント（バンジョー）を含む非公式なメンバーで、グレイトフル・デッドのツアーがない時に、コーヒーハウスやホーフブラウ・コンサートで演奏し始めた。彼らのレパートリーは、カントリー・スタンダード、伝統的なブルーグラス、ドーソンのオリジナル、そしてディランのカヴァー（「Lay Lady Lay」、「You Ain't Goin' Nowhere」、「Mighty Quinn」）などだった。1969年の夏にはフル・バンドを結成することが決定し、リード・ギターにデヴィッド・ネルソンが起用された。
ネルソン、ドーソン（アコースティック・ギター）、ガルシア（引き続きペダル・スティールを演奏）に加え、ニュー・ライダース・オブ・ザ・パープル・セイジ（1940年代にフォイ・ウィリングが率いたウェスタン・スウィング・コンボ、ゼイン・グレイの小説から名前を借りたライダース・オブ・ザ・パープル・セイジをもじった）として知られるようになったバンドのオリジナル・ラインナップは、エレクトリック・ベースにアレンビック・スタジオのエンジニア、ボブ・マシューズ、ドラムにグレイトフル・デッドのミッキー・ハートという構成だった； ベーシストのフィル・レッシュも、マシューズの代わりに年末までアンサンブルで散発的に演奏していたことが、後に『Before Time Began』のアーカイヴ盤に収録された1969年後半のデモによって記録されている。作詞家のロバート・ハンターは、1970年初頭にベースとしてバンドと短期間リハーサルを行った。商業的に最も成功したニュー・ライダーズの編成は、ドーソン、ネルソン、トーバート、スペンサー・ドライデン、バディ・ケイジの5人だった。

### 初期のNRPS：1969年–1982年

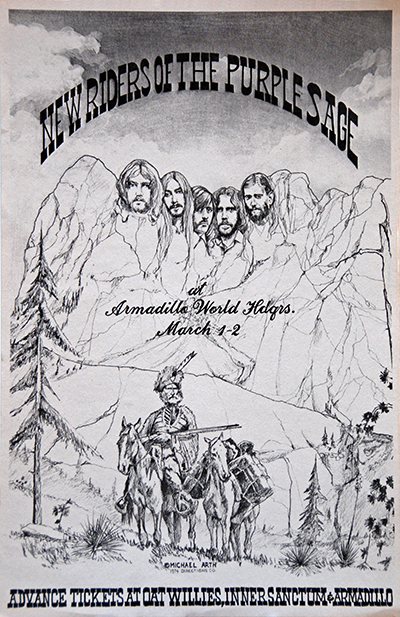
"New Riders of the Purple Sage" Armadillo World Headquarters poster by Michael E. Arth 1974

1969年にベイエリアで数回のウォームアップ・ギグを行った後、ドーソン、ネルソン、トーバートは1970年5月、"An Evening with the Grateful Dead "として宣伝された3人組の一員としてツアーを開始した。ドーソンとネルソンがしばしば参加したアコースティックなグレイトフル・デッドのセットから、ニュー・ライダースとエレクトリック・デッドのセットに移行し、外部のオープニング・アクトを雇う必要がなくなった。
ニュー・ライダースが1970年後半にファースト・アルバムをレコーディングする頃には、変化が起きていた。ハートは1971年2月にグレイトフル・デッドを一時脱退。ハートはこのアルバムに2曲参加しているが、元ジェファーソン・エアプレインのドラマー、スペンサー・ドライデンが親グループを脱退する前に、彼に代わってニュー・ライダーズに参加した。ドライデンは10年間グループに残り、最終的にはバンドのマネージャーを務めた。
1971年末、コロンビア・レコードからリリースされたファースト・アルバムは、グレイトフル・デッドと契約したいというクライヴ・デイヴィスの長期的な意向を受けた契約だった。このアルバムは、ビルボード200チャートで39位を記録し、当時のデッドのリリースに匹敵する中程度の成功を収めた。ドーソンが全曲を作曲し（後にリリースされた作品ではより平等主義的な曲作りになっている）、ガルシアのペダル・スティール奏法がレコードを牽引した。
ニュー・ライダースは自給自足のグループになることを望み、ガルシアは他の仕事に専念する必要があったため、1971年11月にグループと決別した。ガルシアの後任として、イアンとシルヴィアの『Great Speckled Bird』からベテランのペダル・スティール奏者バディ・ケイジが加入した。バンドのセカンド・アルバム『Powerglide』（1972年）は、このラインナップを初めてフィーチャーした作品となった。Powerglide』のアルバム・アートには、ローレ・ショバーグが描いたメンバーの風刺画が使用されている。
1973年の『The Adventures of Panama Red』には、ピーター・ローワンの「Panama Red」をネルソンが歌ったカヴァーが収録され、FMラジオの不朽の名曲として着実に支持を集めた。このアルバムはビルボードで55位を記録し、スリーパー・ヒットではあったが、バンドの商業的頂点となり、1979年にはRIAAからゴールド認定を受けた。
1970年代半ば、Radio Carolineはアルバム『Gypsy Cowboy』収録の「On My Way Back Home」を同局のテーマ曲として採用した。この曲は当時の同局のアルバム中心のフォーマットによく合っており、「太陽に向かって飛んでいく、甘いキャロライン」という歌詞が含まれていた。
ニュー・ライダース・オブ・ザ・パープル・セイジは1970年代後半から1980年代前半にかけてツアーを続け、アルバムをリリースしたが、その評判はますます低迷していった。ウィリー・ネルソンやウェイロン・ジェニングスに代表されるアウトロー・カントリー・ムーヴメントや、イーグルス、ピュア・プレーリー・リーグ、ファイヤーフォールといったセカンド・ウェーブ・カントリー・ロック・グループがメインストリームで広く成功を収めたのとは対照的だった。バンドは1977年と1978年にもグレイトフル・デッドとジェリー・ガルシア・バンドのライヴのオープニングを務め、その中には1978年12月31日のウィンターランド・ボールルーム閉鎖前の最後のコンサートも含まれている。 
1974年、トーバートはNRPSを脱退し、マシュー・ケリーとともに前年にバンド、キングフィッシュ（グレイトフル・デッドの1974年後半から1976年半ばのツアー休止期間中にボブ・ウィアーが在籍していたことで知られる）を結成した。当初、彼はスキップ・バッティン（元スキップ＆フリップ、ザ・バーズの1970年代初期のラインナップ）に取って代わられたが、物議を醸したハリウッドの興行主、キム・フォーリーとの多作なソングライティングの共同作業により、一時はバンド内で圧倒的な創造力を発揮するようになった。リック・ネルソンのストーン・キャニオン・バンドとロジャー・マッギン・バンドのスティーヴン・A・ラヴは、1976年にフライング・ブリトー・ブラザーズの再編成ラインナップを共同結成するためにグループを脱退した後、バッティンの後任となった。その後まもなく、スペンサー・ドライデンは1977年にグループのマネージメントをするために演奏の仕事を放棄した。後任はパトリック・シャナハンだった。1978年にベースとして加入したアレン・ケンプは、ギターとヴォーカルで共同フロントマンとして頭角を現し、バンド最後のメジャー・レーベルからのリリースとなった1981年の『Feelin' All Right』の曲作りに大きく貢献した。
1982年、ネルソンとケイジがバンドを脱退し、ドーソンが唯一のオリジナル・メンバーとして残った。

### 新しいニュー・ライダース：1982年–1997年
1980年代初頭から1990年代後半まで、ドーソンはニュー・ライダース・オブ・ザ・パープル・セイジのリーダーを務めた。ブルーグラス志向のマルチ・インストゥルメンタリスト、ラスティ・ゴーティエが加わり、彼は歌いながらアコースティック・ギター、スライド・ギター、マンドリン、バンジョー、フィドルを演奏した。この15年間、ニュー・ライダーズでは、ドーソンとゴーチエとともに進化し続けるミュージシャンたちが演奏した。ギタリストのアレン・ケンプ、ゲイリー・ヴォーゲンセン、エヴァン・モーガン、ベーシストのフレッド・キャンベル、ビル・レイモン、マイケル・ホワイト、ドラマーのヴァル・フエンテス、グレッグ・ラガルドなどである。
現在のラインナップで新曲を演奏するプロジェクトもあれば、旧曲を再編集するプロジェクトもあった。『Midnight Moonlight』などいくつかのアルバムでは、バンドのサウンドはエレクトリック・カントリー・ロックの影響をあまり受けず、アコースティックなブルーグラス・ミュージックの影響を強く受けている。

### 引退：1997年–2005年
1997年、ニュー・ライダーズ・オブ・ザ・パープル・セイジは解散。ドーソンは音楽活動を引退し、メキシコに移住して英語教師となった。この頃、ネルソンはデヴィッド・ネルソン・バンドを結成していた。2001年に再結成公演があった。2002年、ニュー・ライダーズは『High Times』誌から生涯功労賞を授与された。会場には、肺気腫で衰弱したドーソン、ネルソン、ケイジ、ドライデン、そしてトーバートの未亡人パティがいた。バンドはお祝いの一環として、ピーター・ローワンとともに「Panama Red」と「Lonesome LA Cowboy」を演奏した。2004年春、ケイジはデヴィッド・ネルソン・バンドのギグに数回参加した。

### NRPSの再生：2005年–
スペンサー・ドライデンの死後まもなく、ニュー・ライダースの再結成ラインナップが2005年後半からツアーを開始した。ギタリストのマイケル・ファルザラーノ、ベーシストのロニー・ペンク、ドラマーのジョニー・マーコウスキーに加え、デヴィッド・ネルソンとバディ・ケイジが参加している。ライヴ・アルバム『ウォンテッド』をリリース： ライヴ・アット・ターキー・トロット』、2枚のスタジオ・アルバム『Where I Come From』と『17 Pine Avenue』をリリース。
アレン・ケンプは2009年6月25日に死去。ジョン・"マーマデューク"・ドーソンは2009年7月21日、メキシコで64歳の生涯を閉じた。ー
ペダルスティール・ギタリストのバディ・ケイジが2020年2月5日、73歳で死去した。

## ディスコグラフィー

### アルバム
| Release date | Title                                                            | US Chart | Label                     | Notes                           |
| ------------ | ---------------------------------------------------------------- | -------- | ------------------------- | ------------------------------- |
| 1971         | New Riders of the Purple Sage                                    | 39       | Columbia                  |                                 |
| 1972         | Powerglide                                                       | 33       | Columbia                  |                                 |
| 1972         | Gypsy Cowboy                                                     | 85       | Columbia                  |                                 |
| 1973         | The Adventures of Panama Red                                     | 55       | Columbia                  | US: Gold                        |
| 1974         | Home, Home on the Road                                           | 68       | Columbia                  |                                 |
| 1974         | Brujo                                                            | 68       | Columbia                  |                                 |
| 1975         | Oh, What a Mighty Time                                           | 144      | Columbia                  |                                 |
| 1976         | New Riders                                                       | 145      | MCA                       |                                 |
| 1977         | Who Are Those Guys?                                              |          | MCA                       |                                 |
| 1977         | Marin County Line                                                |          | MCA                       |                                 |
| 1981         | Feelin' All Right                                                |          | A&M                       |                                 |
| 1986         | Before Time Began                                                |          | Relix                     |                                 |
| 1986         | Vintage NRPS                                                     |          | Relix                     |                                 |
| 1989         | Keep On Keepin' On                                               |          | Mu                        |                                 |
| 1992         | Midnight Moonlight                                               |          | Relix                     |                                 |
| 1993         | Live on Stage                                                    |          | Relix                     |                                 |
| 1994         | Live in Japan                                                    |          | Relix                     |                                 |
| 1995         | Live                                                             |          | Avenue                    |                                 |
| 2003         | Worcester, MA, 4/4/73                                            |          | Kufala                    |                                 |
| 2003         | Boston Music Hall, 12/5/72                                       |          | Kufala                    |                                 |
| 2004         | Veneta, Oregon, 8/27/72                                          |          | Kufala                    | Re-issued in 2020 as Field Trip |
| 2005         | Armadillo World Headquarters, Austin, TX, 6/13/75                |          | Kufala                    |                                 |
| 2007         | S.U.N.Y., Stonybrook, NY, 3/17/73                                |          | Kufala                    |                                 |
| 2007         | Wanted: Live at Turkey Trot                                      |          | Fa-Ka-Wee                 |                                 |
| 2009         | Winterland, San Francisco, CA, 12/31/77                          |          | Kufala                    |                                 |
| 2009         | Where I Come From                                                |          | Woodstock                 |                                 |
| 2012         | 17 Pine Avenue                                                   |          | Woodstock                 |                                 |
| 2013         | Glendale Train                                                   |          | Smokin'                   |                                 |
| 2019         | Thanksgiving in New York City                                    |          | Omnivore                  |                                 |
| 2020         | Bear's Sonic Journals: Dawn of the New Riders of the Purple Sage |          | Owsley Stanley Foundation |                                 |
| 2022         | Lyceum '72                                                       |          | Omnivore                  |                                 |

### コンピレーション
| Release date | Title                                                        | Label       |
| ------------ | ------------------------------------------------------------ | ----------- |
| 1976         | The Best of New Riders of the Purple Sage                    | Columbia    |
| 1987         | Take a Red                                                   | MCA         |
| 1991         | L.A. Lady                                                    | Sony        |
| 1992         | The Relix Bay Rock Shop, No.&nbsp;1                          | Relix       |
| 1994         | Wasted Tasters                                               | Raven       |
| 1995         | Relix's Best of the Early New Riders of the Purple Sage      | Relix       |
| 1997         | Relix's Best of the New New Riders of the Purple Sage        | Relix       |
| 2000         | Ridin' with Panama Red                                       | Sony        |
| 2006         | Cactus Juice                                                 | Arcadia     |
| 2009         | Very Best of the Relix Years                                 | Retro World |
| 2011         | Setlist: The Very Best of New Riders of the Purple Sage Live | Legacy      |
| 2011         | Instant Armadillo Blues                                      | Raven       |
| 2017         | Original Album Classics                                      | Sony        |

### シングル
ニュー・ライダース・オブ・ザ・パープル・セイジとしてリリースしたシングル・レコード:
| Release date | Title                                                        | Album                         | Label    |
| ------------ | ------------------------------------------------------------ | ----------------------------- | -------- |
| 1971         | "Louisiana Lady" / "Last Lonely Eagle"                       | New Riders of the Purple Sage | Columbia |
| 1971         | "I Don't Know You" / "Garden of Eden"                        | New Riders of the Purple Sage | Columbia |
| 1972         | "I Don't Need No Doctor" / "Runnin' Back to You"             | Powerglide                    | Columbia |
| 1972         | "Dim Lights, Thick Smoke (And Loud, Loud Music)" / "Rainbow" | Powerglide                    | Columbia |
| 1973         | "Groupie" / "She's No Angel"                                 | Gypsy Cowboy                  | Columbia |
| 1973         | "Panama Red" / "Cement, Clay and Glass"                      | The Adventures of Panama Red  | Columbia |
| 1974         | "You Angel You" / "Parson Brown"                             | Brujo                         | Columbia |
| 1976         | "Fifteen Days Under the Hood" / "Don't Put Her Down"         | New Riders                    | MCA      |
| 1976         | "Dead Flowers" / "She's Looking Better Every Beer"           | New Riders                    | MCA      |
| 1977         | "Love Has Strange Ways" / "Red Hot Women and Ice Cold Beer"  | Who Are Those Guys?           | MCA      |
| 1977         | "Just Another Night in Reno" / "Home Grown"                  | Who Are Those Guys?           | MCA      |
| 1980         | "Night for Making Love" / "Fly Right"                        | Feelin' All Right             | A&M      |
| 1980         | "No Other Love" / "Full Moon at Midnight"                    | Feelin' All Right             | A&M      |

## メンバー
ニュー・ライダース・オブ・ザ・パープル・セイジのメンバーは何度も変わっている。以下の表は、バンドのラインナップの歴史をやや簡略化したものである。